# Canchy, Calvados
Canchy är en kommun i departementet Calvados i regionen Normandie i norra Frankrike. Kommunen ligger i kantonen Isigny-sur-Mer som ligger i arrondissementet Bayeux. År 2022 hade Canchy 202 invånare.

## Befolkningsutveckling
Antalet invånare i kommunen Canchy
Referens: INSEE